# Medaille der Waffenbrüderschaft
| Medaille der Waffenbrüderschaft der DDR |
| --------------------------------------- |
| Ordensschnalle – Groß                   |
| Avers                                   |
| Bronze, Silber, Gold                    |

Die Medaille der Waffenbrüderschaft war eine staatliche Auszeichnung  der Deutschen Demokratischen Republik (DDR), welche in Form einer tragbaren Medaille verliehen wurde.

## Geschichte
Die Medaille wurde am 17. Februar 1966 (ebenso wie der Scharnhorst-Orden) vom Ministerrat der DDR gestiftet und bis zur Auflösung der DDR 1990 verliehen. Mit Stiftungsdatum wurde die Medaille ebenfalls auch für das Ministerium für Staatssicherheit übernommen.

## Stufeneinteilung
Die Stiftung der Medaille für Waffenbrüderschaft erfolgte in drei Stufen. Diese waren:
- Goldstufe (höchste Stufe)
- Silberstufe (mittlere Stufe)
- Bronzestufe (unterste Stufe)

## Verleihungsberechtigung
Mit der Medaille für Waffenbrüderschaft konnten beliehen werden:
- Angehörige der Nationalen Volksarmee
- Angehörige des MfS (als Auszeichnung)
- Angehörige anderer Armeen des Warschauer Paktes
- Gäste aus dem befreundeten (sozialistischen) Ausland, auch Zivilpersonen für die „Verbesserung der Zusammenarbeit“

Die Medaille diente in erster Linie der „Würdigung von Leistungen und Verdiensten, die zur Festigung der Beziehungen zwischen den sozialistischen Bruderarmeen und zur Entwicklung der gemeinsamen Zusammenarbeit“ beitragen. Die Verleihung nahmen der Minister für Nationale Verteidigung bzw. für Angehörige der Staatssicherheit das Ministerium für Staatssicherheit anlässlich der Woche der Waffenbrüderschaft oder unmittelbar nach den auszuzeichnenden Leistungen wahr. Zur Verleihung der Medaille gehörten eine Urkunde sowie eine finanzielle Zuwendung.
Siehe auch: Kategorie:Träger der Medaille der Waffenbrüderschaft

## Trageweise
Die Medaille für Waffenbrüderschaft wurde auf der linken Brustseite an einer pentagonalen Bandspange (nach russischem Vorbild) getragen.

## Material und Aussehen
Der Durchmesser der Medaille betrug für alle 3 Stufen ca. 35 mm. Sie bestand in der Regel aus Buntmetall und war entsprechend ihrem Verleihungszweck vergoldet, versilbert oder in Bronze gehalten. Auf der Vorderseite befinden sich rechtsseitig drei stilisierte Köpfe von Soldaten, wobei der mittige einen NVA-Soldaten symbolisiert. Rechts daneben ist der Kopf eines Angehörigen der Sowjetarmee erkennbar. Alle Köpfe zusammen symbolisieren die verbündeten Armeen des Warschauer Paktes neben dem Banner des Roten Sterns, welcher die sozialistischen Länder unter (militärischer) Führung der Sowjetarmee darstellt. Unter dem Roten Stern sind vier Raketenspitzen abgebildet, die mit Absicht oder nicht, vom Betrachter aus nach Westen ausgerichtet sind. Die Rückseite der Medaille besteht aus dem Staatswappen der DDR mit der Umschrift in Großbuchstaben: Klassenbrüder, Waffenbrüder und Unbesiegbar Getrennt sind die Worte durch einen fünfeckigen Stern.

## Bandfarbe
In die Mitte des 24 mm breiten, lichtgrauen Bandes der fünfeckigen, bandbezogenen Spange, waren ein, zwei oder drei 1,5 mm breite orange Streifen eingewebt; deren Abstand betrug jeweils 1,5 mm voneinander. Bis zum 15. Juli 1968 wurde die Medaille der Stufe Gold an einem Band mit nur einem Streifen getragen. Danach wurde dieses Band zum Band der Medaille der Stufe Bronze.

## Sonstiges
In den früheren Fertigungsstufen dieser Medaille fehlte bis 1984 der sonst übliche Randgrat.